# Eria euryloba
Eria euryloba är en orkidéart som beskrevs av Rudolf Schlechter. Eria euryloba ingår i släktet Eria och familjen orkidéer. Inga underarter finns listade i Catalogue of Life.